# Tròfim
Tròfim (en llatí Trophimus, en grec antic Τρόφιμος) fou un escultor grec del període de domini romà.
Va fer una estàtua honorifica d'un magistrat romà erigida pel col·legi de pastròfors (sacerdots egipcis) de la ciutat d'Indústria (actual Monteu da Po al Piemont) de la que l'artista era ciutadà. Portava la inscripció T. GRAE. TROPHIMUS IND. FAC.